# Angraecum crassum
Espèce
Angraecum crassum est une espèce végétale de la famille des Orchidaceae.